# Dschamal al-Atassi

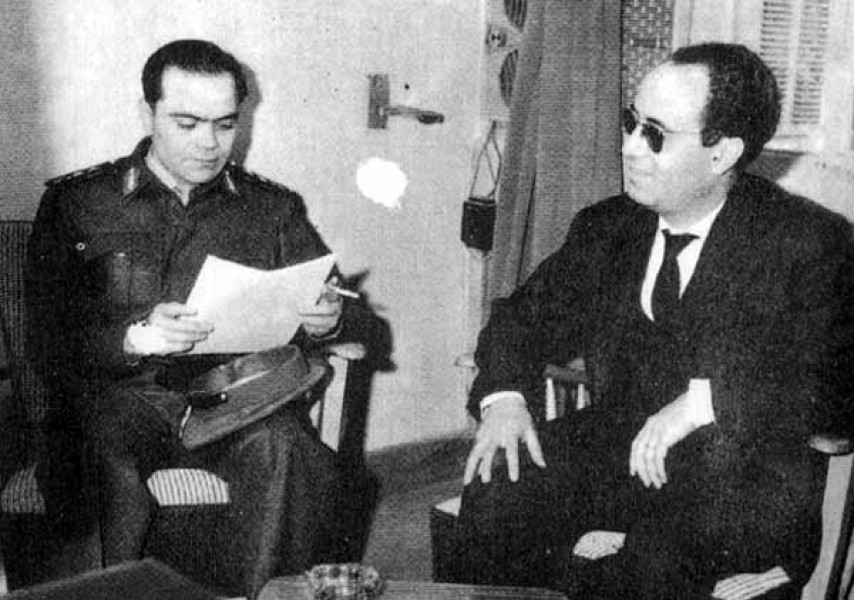
Informationsminister Dschamal al-Atassi (rechts) mit Präsident Louai al-Atassi (links), 1963

Dschamal al-Atassi, gelegentlich auch Dschemal el-Atassi (arabisch جمال الأتاسي, DMG Ǧamāl al-Atāsiyy; * April 1922 in Homs, Syrien; † 30. März 2000 in Damaskus, Syrien) war ein syrischer Politiker.

## Leben

### Laufbahn als Baathist
al-Atassi studierte an der Universität Damaskus und promovierte 1947 in Psychologie. Unmittelbar darauf trat er der im gleichen Jahr gegründeten Baath-Partei bei und wurde als Chefredakteur der Parteizeitung zunächst deren Chefideologe. Er galt als eifriger Unterstützer des ägyptischen Präsidenten Gamal Abdel Nasser und der Ägyptisch-Syrischen Union 1958–1961 bzw. des Versuchs einer Neuauflage der Union von 1963. Unter dem Baath-Gründer und Premier Salah ad-Din al-Bitar wurde al-Atassi im März 1963 Informationsminister, trat jedoch nach dem Scheitern der baathistisch-nasseristischen Allianz schon im Mai 1963 wieder zurück.

### Laufbahn als Nasserist
al-Atassi gründete stattdessen 1964 einen syrischen Ableger der nasseristischen Arabischen Sozialistischen Union (ASU), während sein Cousin Noureddine al-Atassi im Ergebnis eines innerbaathistischen Putsches gegen Bitar 1966 Präsident wurde. Gegen seinen Cousin unterstützte Dschamal al-Atassi 1970 einen weiteren innerbaathistischen Putsch, in dessen Folge Hafiz al-Assad Präsident wurde. Assad bildete 1972 mit al-Atassis Nasseristen, weiteren Ex-Baathisten und der Syrischen Kommunistischen Partei zunächst eine Koalition in Form der Nationalen Progressiven Front (NPF), doch schon 1973 verließ al-Atassi die NPF wieder. 
Während ein Teil der ASU unter dem ursprünglichen Namen und der Führung von Fawzi Kiyali (seit 1984 Safwan al-Qudsi) in der NPF verblieb, gründete al-Atassi mit seinen Anhängern die Demokratische Arabische Sozialistische Union und mit anderen Oppositionsparteien 1980 (u. a. mit Ibrahim Makhous’ Demokratischer Arabischer Sozialistischer Baath-Partei) die Nationale Demokratiewegung als Gegenstück zur NPF. Dennoch wurde er bei seiner Beerdigung offiziell als Patriot geehrt. Anlässlich al-Atassis Tod entstand im Jahr 2000 unter Führung seiner Tochter Souheïr Atassi und Nureddins Sohn Ali al-Atassi eine erneute Demokratiebewegung (Atassi-Forum), die 2001 verboten wurde.